# آل أمزيد (مكيراس)

تعديل مصدري - تعديل

ال امزيد هي إحدى قرى عزلة مكيراس بمديرية مكيراس التابعة لمحافظة البيضاء، بلغ تعداد سكانها 98 نسمة حسب تعداد اليمن لعام 2004.